# 伊莎贝尔·斯滕格斯
伊莎贝尔·斯滕格斯（法語：Isabelle Stengers，法語發音：[izabɛl stɛnɡɛʁs]；1949年—；又译斯唐热）是一位比利时哲学家，主要涉及领域为科学哲学。斯滕格斯受过化学的专业教育，并与比利时籍俄裔化学家伊利亚·普里高津、法国哲学家社会学家布鲁诺·拉图尔合作过，并出版了科学史方面的书籍，此外还受吉尔·德勒兹、阿爾弗雷德·諾思·懷特黑德、唐娜·哈拉维和米歇尔·塞尔的影响。